# Prințul Christofor al Greciei și Danemarcei
Prințul Christofor al Greciei și Danemarcei (10 august 1888 – 21 ianuarie 1940) a fost membru al casei regale Schleswig-Holstein-Sonderburg-Glücksburg.

## Tinerețea

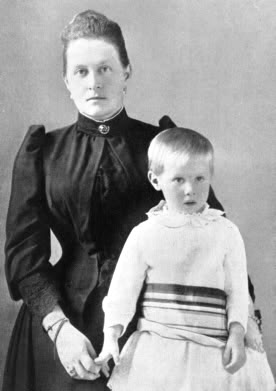
Regina Olga a Greciei cu fiul său Christofor în 1889.

Prințul Christofor s-a născut la Pavlovsk, Imperiul rus; părinții săi erau George I al Greciei și Olga, regină a Greciei; a fost cel mai mic copil din cei opt (cu 20 de ani mai mic decât cel mai mare copil, Constantin) iar în familie i se spunea "Christo". La puțin timp după naștere, Christofor al Greciei a fost botezat în țara Romanovilor iar nașii de botez au fost Țarul Alexandru al III-lea al Rusiei și Țarina Maria Feodorovna.
La fel ca frații săi, Christofor, era poliglot, vorbea greaca, engleza, daneza, rusa, franceza și italiana. Frații vorbeau în limba greacă între ei și engleza cu părinții. Părinții între ei vorbeau în germană.
A fost logodit pentru scurtă vreme cu Prințesa Alexandra, Ducesă de Fife în anul 1910. (Mama Alexandrei, Prințesa Louise, Ducesă de Fife era fiica reginei Alexandra a Marii Britanii, sora mai mare a tatălui său George I) Logodna s-a încheiat când părinții au aflat de legătură.

## Căsătorii
La 1 ianuarie 1920, Christofor s-a căsătorit cu o văduvă americană None May "Nancy" Stewart Worthington Leeds la Vevey, Elveția. Soției lui i s-a garantat titlul de "HRH Prințesa Anastasia a Greciei și Danemarcei" a ajutat cu averea ei moștenită de la cel de-al doilea soț, familia regală greacă în exil. La scurt timp după nuntă, Anastasia s-a îmbolnăvit de cancer și a murit la Londra la 29 august 1923. Prințul Christofor a avut un fiu vitreg, William Bateman Leeds Jr (1902–1971) care s-a căsătorit în 1921 cu Prințesa Xenia Georgievna Romanova a Rusiei, nepoata lui Christofor, fiica surorii sale mai mari, Prințesa Maria Georgievna a Greciei.
Mai târziu prințul Christofor s-a recăsătorit. A doua soție a fost Prințesa Françoise de Orléans. Françoise era fiica lui Jean d'Orléans, Duce de Guise și a Isabelle d'Orléans. Căsătoria civilă a avut loc la 10 februarie 1929 la Palermo, Italia iar a doua zi căsătoria religioasă. Prințul și Prințesa Christofor au avut un singur copil Prințul Mihail, care s-a născut în 1939, la scurt timp înainte de decesul tatălui său la Atena.

## Anna Anderson
În 1927, Christofor  și-a vizitat fiul vitreg și soția acestuia Xenia în America. Xenia i-a vorbit de o femeie, Anna Anderson, care pretindea că este Marea Ducesă Anastasia a Rusiei, fiica cea mică a ultimului Țar Nicolae al II-lea al Rusiei.
Ea a fost găsită într-unul din spitalele din Berlin, unde a fost dusă după încercarea de sinucidere. Povestea ei a fost că, atunci când restul familiei sale ar fi fost asasinat, ea a reușit să ajungă la București cu un soldat care a salvat-o din  pivnița din Ekaterinburg. El a adus-o apoi la Berlin.
Prințul Christofor o descria pe Anna Anderson, "În primul rând nu știa să vorbească în limba rusă, pe care Marea Ducesă Anastasia, ca toți copiii Țarului o vorbea fluent, și conversa numai în germană." "...Nu a putut să recunoască persoane pe care Marea Ducesă le-a cunoscut foarte bine iar descrierile ei despre camerele palatului și alte scene familiare oricărui membru al familiei imperiale erau inexacte."
Prințul Christofor al Greciei a murit la 21 ianuarie 1940 la vârsta de 51 de ani.